# Tusukuru hartlandianus
Tusukuru hartlandianus là một loài nhện trong họ Linyphiidae.
Loài này thuộc chi Tusukuru. Tusukuru hartlandianus được James Henry Emerton miêu tả năm 1913.